# Krotoszyn
Krotoszyn (udtale: [krɔˈtɔʂɨn]; tysk: Krotoschin, yiddish: קראטאשין Krotoshin) er en by i den sydlige  del af  voivodskabet Storpolen i  det vestlige centrale del af Polen. Byen   har 28.704(2021) indbyggere og et areal på 22,55 km², og er administrationsby i  powiatet Krotoszyn. 

## Historie
Krotoszyn blev grundlagt af den lokale adelsmand Wierzbięta Krotoski, der deltog i Slaget ved Grunwald, og fik byrettigheder i 1415 af kong Vladislav 2. Jagello. 
Det var en privat by ejet af familierne Krotoski, Niewieski, Rozdrażewski og Potocki, historisk beliggende i Kalisz voivodeship i provinsen Storpolen , Kongeriget Polens krone. Efter at byen led en brand i 1453, gav kong Kasimir 4. af Polen den nye  privilegier, etablere et ugentligt marked og tre årlige messer.
Den udviklede sig som et regionalt center for handel og håndværk, beliggende i krydset mellem handelsruterne Kalisz–Głogów og Toruń–Wrocław. Under Trediveårskrigen, i 1628, bosatte protestantiske flygtninge fra tyske stater sig i byen. Den blev plyndret af det svenskerne, under Sveriges invasion af Polen i 1656, men kom sig hurtigt. Byen blev annekteret af Preussen i 1793 under Polens anden deling. Efter den vellykkede opstanden i Storpolen (1848) (en), blev den genvundet af polakker og inkluderet i det kortvarige Hertugdømmet Warszawa. I 1815 blev det atter annekteret af Preussen, og i 1871 blev det efterfølgende en del af Tyskland. Under det tyske styre i det 19. århundrede lå byen i den preussiske provins Poznań.